# امیلیا واشاریووا
امیلیا واشاریووا (انگلیسی: Emília Vášáryová؛ زادهٔ ۱۸ مهٔ ۱۹۴۲) یک هنرپیشه اهل اسلواکی است. وی از سال ۱۹۵۸ میلادی تاکنون مشغول فعالیت بوده‌است.
از فیلم‌ها یا برنامه‌های تلویزیونی که وی در آن نقش داشته‌است می‌توان به بی‌حیا، چتر سنت پیتر، یک بیمار برجسته و اوا نوا اشاره کرد.